# Dendrosoter protuberans
Dendrosoter protuberans är en stekelart som först beskrevs av Christian Gottfried Daniel Nees von Esenbeck 1834.  Dendrosoter protuberans ingår i släktet Dendrosoter och familjen bracksteklar. Arten är reproducerande i Sverige. Inga underarter finns listade i Catalogue of Life.